# 岡田義弘 (安中市長)
岡田 義弘（おかだ よしひろ、1938年〈昭和13年〉10月5日 - ）は、日本の政治家。元群馬県安中市長（2期）、群馬県議会議員（3期）、安中市議会議員（5期）。

## 来歴
1938年、安中市野殿の名主の家柄に、7人兄弟の末子として生まれる。1956年に群馬県立高崎高等学校通信制を中退し、家業の農業に従事する。
1975年に安中市議会議員に初当選し、以後連続5期務める。市議として東邦亜鉛の安中公害問題に取り組む。この間市議会議長、県市議会議長会会長、関東市議会議長会副会長、全国市議会議長会理事や、安中市社会福祉協議会会長を務める。
1995年の群馬県議会議員選挙に安中市選挙区から出馬し初当選、3期務める。
2006年に合併による安中市が発足、合併直後の市長選挙に立候補し、旧安中市長の中島博範らを破って当選した。2010年の選挙でも再選した。2014年の市長選挙では元群馬県議の茂木英子に敗れた。2018年の安中市長選挙に再び立候補したが、現職の茂木に敗れた。2023年、旭日中綬章受章。